# Wangenspreizer
Ein Wangenspreizer ist ein Instrument, das zum Auseinanderhalten der Wangen verwendet wird. Es wird vor allem in der Veterinärmedizin zur Untersuchung und Behandlung der Maulhöhle und Zähne bei kleinen Heimtieren verwendet, meist unter gleichzeitigem Einsetzen eines Maulspreizers. 
Wangenspreizer bestehen aus zwei verbreiterten Backen, die unterschiedlich geformt sind und dem Schutz der Maulschleimhaut dienen. Sie sind über zwei Arme verbunden, an deren Ende ein Federmechanismus für die selbstständige Spreizung der Mundwinkel sorgt.